# 白川久雄

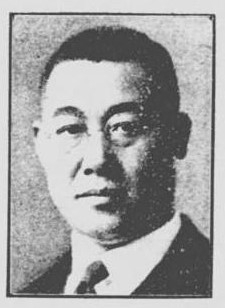
白川久雄

白川 久雄（しらかわ ひさお、1896年（明治29年）10月18日 - 1984年（昭和59年）1月1日）は、大正末から昭和期の弁護士、実業家、政治家。衆議院議員、兵庫県津名郡洲本町長。

## 経歴
兵庫県三原郡神代村（三原町を経て現南あわじ市神代）で、白川五平、まつ の長男として生まれる。旧制洲本中学校卒業。1921年（大正10年）京都帝国大学法学部法律学科（英法）を卒業した。陸軍法務官試補に任官し、法務官に昇進。1925年（大正14年）から弁護士の業務に従事した。
実業界では、洲本瓦斯社長、全淡自動車取締役、洲本鉄工所取締役、淡路交通取締役、淡路タクシー取締役、淡路産業監査役、淡路商工会議所会頭などを務めた。
政界では、洲本町長、兵庫県会議員（3期）を務めた。1942年（昭和17年）4月、第21回衆議院議員総選挙に翼賛政治体制協議会の推薦を受け兵庫県第2区から出馬して当選し、衆議院議員に1期在任した。この間、大政翼賛会洲本支部顧問、翼政会政調陸軍・厚生兼務委員、幣原内閣・運輸参与官などを務めた。戦後、日本進歩党に所属し、その後、公職追放となった。
戦後は、1947年創設の洲本高等学校（旧制洲本中学校）同窓会初代会長、1956年創立の洲本ロータリークラブの初代会長を務める。